# Víctor del Árbol
Víctor del Árbol (Barcellona, 6 novembre 1968) è uno scrittore spagnolo.

## Biografia
Nato a Barcellona nel 1968, si è laureato in storia all'Università della città natale.
Dopo aver lavorato dal 1992 al 2012 come funzionario di polizia per la Generalitat de Catalunya, ha esordito nella narrativa nel 2006 con il romanzo El peso de los muertos.
Collaboratore radiofonico per l'emittente Ràdio Estel, le sue opere successive sono state insignite di numerosi riconoscimenti tra i quali il Grand prix de littérature policière nel 2015 e il Premio Nadal l'anno successivo.

## Opere

### Romanzi
- El peso de los muertos (2006)
- El abismo de los sueños (2008)
- Il mio sole è nero (La tristeza del samurái, 2011), Milano, Mondadori, 2013 traduzione di Bruno Arpaia e Iaia Caputo ISBN 978-88-04-62677-0.
- Respirar por la herida (2013)
- Un millón de gotas (2014)
- La víspera de casi todo (2016)
- Por encima de la lluvia (2017)
- Antes de los años terribles (2019)

### Racconti
- Las palomas de París (2016)

## Premi e riconoscimenti
- Prix du polar européen: 2012 per Il mio sole è nero
- Grand prix de littérature policière: 2015 per Un millón de gotas
- Premio Nadal: 2016 per La víspera de casi todo
- Premio SNCF du polar: 2018 per Un millón de gotas[6]